# Windrose Aviation
La Wind Rose Aviation Company, nota commercialmente come Windrose Airlines, è una compagnia aerea charter ucraina con sede a Kiev, in Ucraina, e base all'aeroporto di Kiev-Boryspil'. Windrose Airlines effettua voli charter tra Ucraina e destinazioni turistiche in Europa e Asia.

## Storia
La compagnia è stata fondata nell'ottobre 2003 con l'obiettivo di fornire voli charter dall'Ucraina verso Europa e Medio Oriente.
A partire dall'agosto del 2008 Wind Rose Aviation ha iniziato il servizio regolare da Kiev a Mosca, Tashkent, Kaliningrad e Istanbul. All'inizio del 2009 la società ha ampliato la sua rete, ma in estate ha tolto la maggioranza dei voli regolari.
Nel 2011 riceve il suo primo Airbus A321, rendendola la prima compagnia aerea ucraina ad operare questo tipo di aeromobile; a luglio 2013 diventa la prima compagnia aerea ucraina ad operare con Airbus A330. 
Nel 2019 è iniziato un periodo di rebranding che ha portato a febbraio 2020 ad avviare rotte domestiche e a sostituire gli Embraer ERJ 145 con nuovi ATR 72.

## Flotta
La flotta della Windrose Airlines, a settembre 2020, comprende i seguenti aeromobili:
In precedenza Windrose ha operato anche con i seguenti aeromobili:
- Airbus A330-200
- Antonov An-24
- Boeing 737-400
- Boeing 737-800
- Embraer 195
- McDonnell Douglas MD-82
- McDonnell Douglas MD-83